# Vila Waldstein
Vila Waldstein je neogotická stavba v Děčíně, postavená podle návrhu Josefa Mockera. Jedná se o první samostatnou realizaci slavného architekta, autora dostavby chrámu sv. Víta, který krátce po dokončení studií nastoupil do architektonické kanceláře Thunů-Hohensteinů a zároveň vyučoval ve škole Libverdě u Děčína.
Původně lázeňská vila je řešena jako volně stojící patrová, plně podsklepená budova s využitým podkrovím, postavená na obdélném půdorysu pod křížovou sedlovou střechou krytou původně břidlicí, dnes její náhražkou. Vila je postavena z neomítnutých, pravidelně opracovaných pískovcových kvádrů; omítnuté je pouze severní průčelí. Stavba umístěná vysoko ve svahu nad levým břehem Labe poutá pozornost svým kamenným průčelím i gotickými tvary a prvky. Po obou stranách vily se rozprostírá zahrada, která je ze severní strany ohraničena opěrnou zdí se zabudovaným schodištěm do lesoparku nacházejícího se nad budovou.

## Majitelka
Investorkou stavby byla hraběnka Františka Waldstein-Wartenbergová, dcera Josefa Osvalda I. Thun-Hohensteina a švagrová podporovatele umění Františka Antonína Thun-Hohensteina, který byl v zemských volbách v Čechách v roce 1861 zvolen v kurii venkovských obcí (volební obvod Děčín – Benešov – Česká Kamenice) jako nezávislý kandidát do Českého zemského sněmu. Hraběnčin tchán Arnošt Antonín z Valdštejna byl silným podporovatelem výstavby nových silnic a železnic a stál například u založení České severní dráhy, jež se později stala důležitou železniční společností v Rakousku-Uhersku.
Františka Waldstein-Wartenbergová se provdala za Arnošta Karla Waldsteina-Wartenberga, který v té době žil životem šlechtice - soukromníka. Zabýval se historií, sbíral staré tisky, archiválie a zajímal se i o archeologii. Po otci se ujal správy rodového majetku až ve svých 55 letech (roku 1904). Hraběnka Waldstein-Wartenbergová však zemřela již v 41 letech roku 1894 v Karlových Varech. Arnošt Karl se po její smrti ještě dvakrát oženil, ale pouze z manželství s Františkou se narodili potomci. Ze tří dětí přežila pouze dcera Josefína. Ta se roku 1902 se v Praze provdala za hraběte Kuniberta Lamberga, který patřil k průkopníkům automobilismu. Rodina se rozrostla o čtyři děti a obývala své sídlo Emsburg nedaleko Salcburku. Zde Josefina roku 1941 ve věku 63 let umírá.

## Historický kontext
Vila s výhledem na Labe se nachází v areálu Lázní sv. Josefa. Ty nechal postavit majitel Jan Josef Thun, jehož rodina držela ve vlastnictví mj. obec Horní Žleb (Obergrund), kde se lázně i později postavená vila Waldstein nacházejí. Okouzlen turistickým ruchem v Karlových Varech toužil přivést návštěvníky také na své panství na severu Čech. Po objevení léčivého pramene v roce 1768 se hrabě snažil lázně zpopularizovat. V propagačních materiálech uváděl, že voda je „vhodná pro léčení zácpy, plynatosti, zlaté žíly, menstruačních potíží, trudnomyslnosti“. Do lázní mířili hosté z řady evropských zemí a jako lékař zde od roku 1832 působil Jan Vincenc Tirsch, otec Miroslava Tyrše. Hrabě Thun vycházel hostům vstříc a v okolí nechával zřídit promenádní cesty s lavičkami. S rozvojem říční dopravy na Labi se zlepšovala také dostupnost lázní a hojná návštěvnost umožnila další investice: rekonstrukci lázní, přístavbu nového traktu s fontánou a sochou Neptuna, který je dnes umístěn v děčínském muzeu. V té době zde vznikaly další nové rekreační objekty, ubytovací hostince a penziony, z nichž většina stojí dodnes. S příchodem železnice, kdy hlučná trať Praha – Drážďany vedla jen kousek od lázní, však začal zájem hostů upadat.

## 20. století
Po 1. světové válce se interiér vily upravoval pro manžele Františka Antonína a Františku Thunovy, kteří se sem přestěhovali z děčínského zámku kvůli neshodám snachy a tchyně (hraběnky Marie Thunové, rozené Chotkové). V roce 1919 přešly lázně do vlastnictví městské správy Podmokel, ta lázně v roce 1922 zrušila, přestavěla na obytnou budovu a v roce 1933 prodala soukromníkům. Po roce 1945 fungoval v objektu domov důchodců, později se sem nastěhoval děčínský sociální ústav.
Vila je dochována ve své původní podobě, pozdější úpravy nijak zásadně nenarušily ani základní dispoziční koncepci, ani řešení jednotlivých fasád. Jen lodžie ve východním průčelí, původně otevřená, byla zazděna. Přestavby v průběhu 20. století se dotkly zejména interiérů. Změnily se vnitřní dispozice místností, byla zde probourána řada nových průchodů a vzniklo několik nových příček. Původní zůstala vestavěná skříň, některé dřevěné obklady a vitrážová okna v bývalé kapli, která sloužila jako jídelna pro klientky ústavu sociální péče. Domov pro osoby se zdravotním postižením ve vile ubytovával klientky ve dvou a vícelůžkových pokojích.

## Současnost
Zhruba od roku 2011 je vila nevyužitá. Město Děčín upozorňovalo na zhoršující se stavebně technický stav budovy včetně inženýrských sítí i špatný stav opěrných zdí. V říjnu 2017 byla krátce zpřístupněna veřejnosti v rámci Dne architektury.